# Дом, где родился В. И. Ленин (музей)
Дом, где родился В. И. Ульянов (Ленин) — мемориальный музей в доме, где родился В. И. Ульянов (Ленин). Открылся 16 апреля 1970 года, расположен в городе Ульяновске, на площади Ленина, дом 1а. С 1968 года — объект культурного наследия регионального значения.

## Описание музея
Дом, где родился В. И. Ульянов (Ленин) — мемориальный, он воссоздаёт бытовые условия семьи Ульяновых. В музее можно познакомиться с бытовой обстановкой 1870-х годов, в которой жили симбирские интеллигенты, узнать о деятельности И. Н. Ульянова, которого современники считали «педагогом и просветителем, известным всей России», увидеть выставку одного экспоната — подлинные вещи, принадлежавшие семье Ульяновых. На первом этаже открыта документальная экспозиция, на втором этаже — бытовая экспозиция.

## История создания музея
Мемориальный музей «Дом, где родился В. И. Ульянов (Ленин)» создан во флигеле дома вдовы дьякона Александры Семёновны Прибыловской, который находился на улице Стрелецкой. Семья Ульяновых поселилась в нём в сентябре 1869 года после переезда в Симбирск из Нижнего Новгорода в связи с переводом по службе отца — Ильи Николаевича Ульянова. Здесь они прожили около года. В этом доме 10 (22) апреля 1870 года родился В. И. Ульянов (Ленин).
Вплоть до 1967 года это был обычный жилой дом.
Решением Исполнительного комитета Ульяновского областного Совета депутатов трудящихся от 16.05.1968 г. № 345/11 «О дополнительном списке памятников истории и культуры г. Ульяновска и Ульяновской области, подлежащих охране как памятники государственного и местного значения».
При строительстве Ленинского мемориала деревянная часть флигеля дома А. С. Прибыловской, где родился Володя Ульянов, была разобрана, впоследствии его вновь собрали и установили во внутреннем дворе на новый фундамент. В результате флигель был несколько сдвинут на восток. К марту 1970 года были завершены все внешние и внутренние работы, а 16 апреля 1970 года состоялось торжественное открытие Ленинского мемориала, которое возглавлял Генеральный секретарь ЦК КПСС Леонид Ильич Брежнев.

## Посетители музея
Почётными гостями музея были: Президент Финляндии Кекконен Урхо (1977); Президент Российской Федерации В. В. Путин, лидеры фракций в Государственной думе Г. А. Зюганов, В.В. Жириновский, С. Ю. Глазьев, Н. М. Харитонов, лауреат Нобелевской премии Ж. И. Алфёров — выдающиеся политики и военачальники, деятели культуры.

## Галерея
- ХМК СССР, 1984. Ульяновск. Дом, где родился В. И. Ленин